# ستژلتسه (شهرستان کوتنو)
ستژلتسه (به لهستانی:  Strzelce) یک روستا در لهستان است که در گمینا ستژلتسه واقع شده‌است.